# Огъст Ръш
Огъст Ръш (на английски: August Rush) е американски филм мюзикъл от 2007 година на режисьора Кърстън Шеридън. В основата му е историята на 11-12 годишно момче от детски дом, което търси и мечтае да срещне своите родители. Той е изключително музикално надарен и чува музика навсякъде. Той също така вярва, че музиката ще му помогне да намери родителите си, защото те ще го чуят. Различни сполуки и несполуки го изпращат да учи в Джулиард. Там той съчинява музика, която по-късно трябва да изпълни в Сентръл Парк, Ню Йорк заедно с Нюйоркския филхармоничен оркестър. По стечение на обстоятелствата, с този оркестър изпълнение има и неговата майка, която е известна виолончелистка. Баща му, който е китарист и солист на рок група вижда афишите за концерта и също се озовава в парка.